# クマエのシビュラ (ドメニキーノ)
『クマエのシビュラ』（伊: Sibilla Cumana、英: Cumaean Sibyl）は、イタリア・バロック期のボローニャ派の画家ドメニキーノが1622年にキャンバス上に油彩で制作した絵画で、ローマのカピトリーノ美術館に所蔵されている。元来、ローマのピオ・ディ・サヴォィア (Pio di Savoia) 家のコレクションにあったもので、1641年、1697年 (初めてドメニキーノに帰属された)、1724年の同家の財産目録に記載されている。1750年に、絵画はピオ家のコレクションとともにカピトリーノ美術館のコレクションに合流した。ドメニキーノによる同主題の連作に属す作品で、ローマのボルゲーゼ美術館、ロンドンのウォレス・コレクションにも別のヴァージョンが所蔵されている。

## 作品

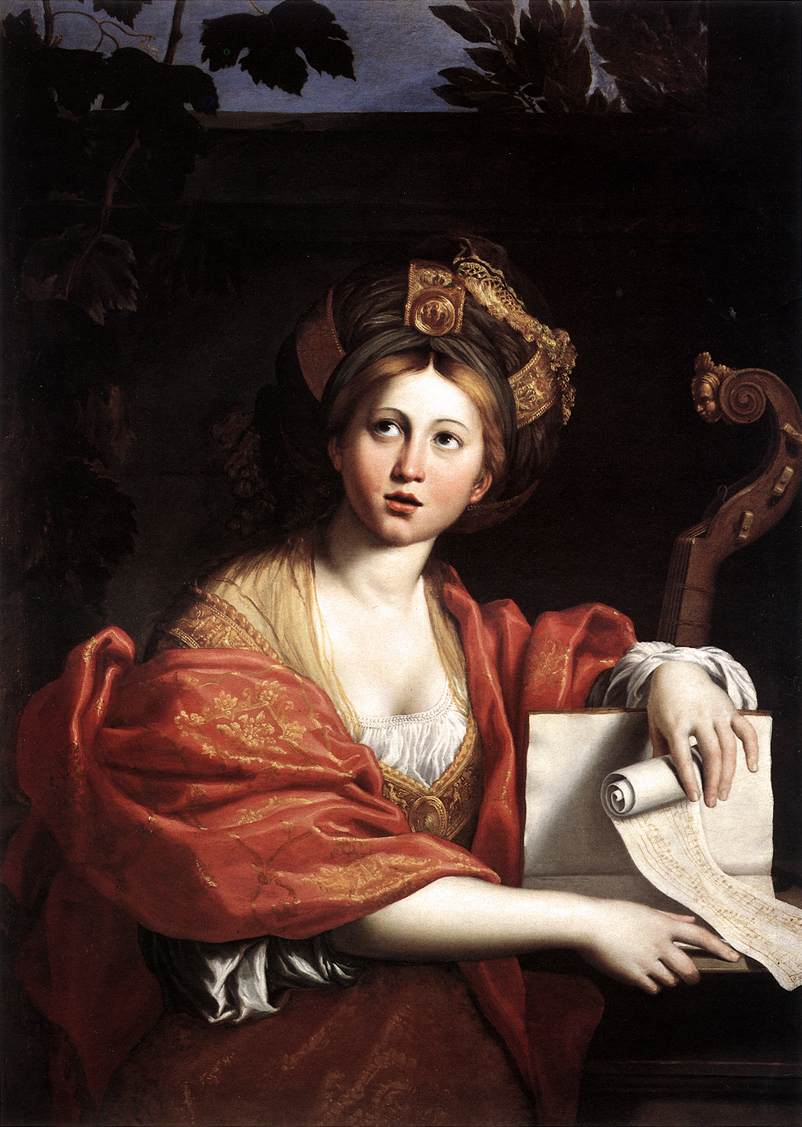
ボルゲーゼ美術館のヴァージョン (17世紀)

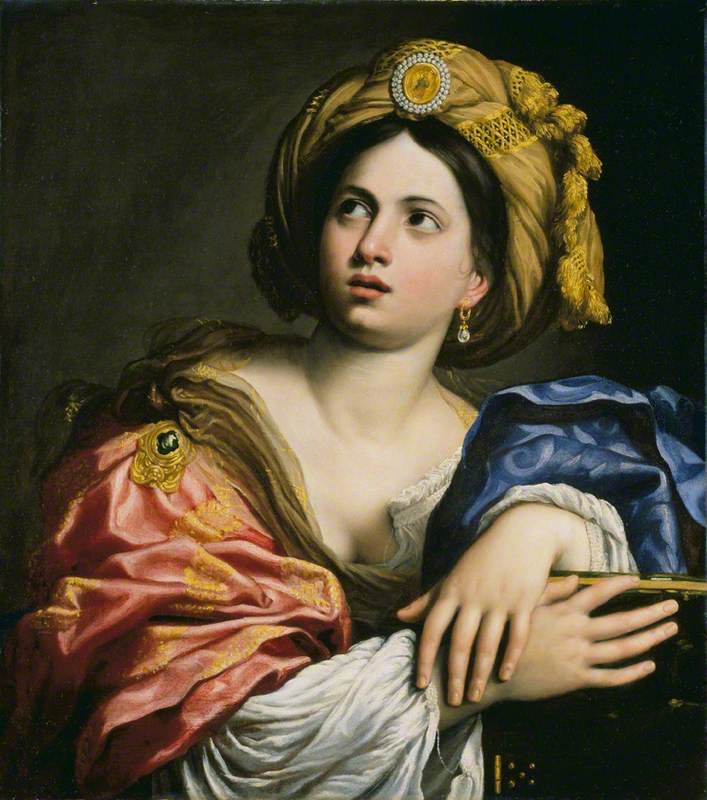
ウォレス・コレクション (ロンドン) のヴァージョン (1620年代初頭)

クマエのシビュラの主題はドメニキーノによりおそらく4回採りあげられ、ローマの学識ある芸術庇護者たちに共通するお気に入りの主題であった。彼らは、古代文学に由来しつつも同時にイエス・キリストの誕生を明らかに預言する主題を選ぶことができた。シビュラは、バチカン宮殿のシスティーナ礼拝堂にあるミケランジェロのフレスコ画と、サンタ・マリア・デッラ・パーチェ教会にあるラファエロのフレスコ画にも登場する。ミケランジェロとラファエロはシビュラを老女として表した。伝説によれば、アポロンはシビュラの要請により彼女に永遠の生を与えたが、彼女は永遠の若さを要請することを忘れたのである。
クマエのシビュラは、月桂樹 (アポロンの象徴) の木と青空が見える開口部のある場所にいる。彼女の側には上部から垂れ下がる金色の布がある (一方、ボルゲーゼ美術館のヴァージョンでは、同じ位置にブドウの木がある)。シビュラは視線を上に向け、口をわずかに開けている。彼女は金色のターバン、垂れ下がるイアリング、白い袖のある衣服、肩には柔らかな赤色の衣服を身に着けている。なお、ボルゲーゼ美術館のヴァージョンのシビュラは、ドメニキーノの妻マルシビリア・バルベッティ (Marsibilia Barbetti) がモデルであると考えられている。シビュラが持つ巻物にあるギリシャ語の文章は「永遠の、生まれざる1人の神のみが存在する」を意味するが、「生まれざる」のギリシャ語の綴りは間違っている。ボルゲーゼ美術館のヴァージョンでは、巻物は楽譜となっている。
上述のように、18世紀前半に本作はピオ家のコレクションにあったが、教皇ベネディクトゥス4世の所有となり、教皇は作品をカピトリーノ美術館に移した。作品は、グエルチーノの『ペルシカのシビュラ』と対をなしており、両作はカピトリーノ美術館の同じ部屋に展示されている。